# Antonia Fraser
Antonia Fraser CBE (Londen, 27 augustus 1932) is een Brits schrijfster van biografieën, romans en detectiveverhalen. Zij heeft de redactie gevoerd over de samenstelling van bloemlezingen en verzamelwerken. Veel van haar werk werd in het Nederlands vertaald.
Fraser werd geboren in de Londense wijk Bayswater als lady Antonia Margaret Caroline Pakenham, dochter van Frank Pakenham, 7e graaf van Longford KG (1905–2001) en Elizabeth Pakenham, gravin van Longford, geboren Elizabeth Harman (1906–2002). Beide ouders en hun kinderen, waaronder lady Antonia, verlieten na de Tweede Wereldoorlog de vrijzinnig-protestantse en sociaal vooruitstrevende Unitarische kerk en werden katholiek.
Ze werd opgeleid in Oxford en publiceerde onder de naam Antonia Fraser goed ontvangen biografieën en detectiveverhalen. Fraser was van 1956 tot 1977 gehuwd met Hugh Fraser (1918–1984), een Conservatief unionistisch Lagerhuislid; na hun geruchtmakende scheiding trouwde zij in 1980 met de dichter en Nobelprijswinnaar Harold Pinter, met wie zij al sinds 1975 samenleefde en wiens weduwe zij werd op 24 december 2008.
Veel van de leden van de familie zijn of waren schrijvers. Zo zijn er Anthony Powell, haar zwager, en haar moeder die onder de naam Elizabeth Fraser biografieën van koningin Victoria en de hertog van Wellington schreef.

### Romans geschreven onder het pseudoniemJemima Shore
- Quiet as a Nun (1977)
- The Wild Island (1978)
- A Splash of Red (1981)
- Cool Repentance (1982)
- Oxford Blood (1985)
- Jemima Shore's First Case (1986)
- Your Royal Hostage (1987)
- The Cavalier Case (1990)
- Jemima Shore at the Sunny Grave (1991)
- Political Death (1995)

### Anthologieën
- Scottish Love Poems (1975)
- Love Letters (1976)